# جون ب. سيلفستر
جون ب. سيلفستر (بالإنجليزية: John B. Sylvester)‏ فريق متقاعد من الجيش الأمريكي حيث سبق له المشاركة في حرب فيتنام وحرب الخليج الثانية. معروف بقيادته لواء النمر الشهير في الفرقة المدرعة الثانية الملحق بالشعبة البحرية الثانية في حرب الخليج الثانية وواجباته الثلاث في البلقان التي بلغت ذروتها كقائد لقوة تثبيت الاستقرار. منح سيلفستر وسام النجمة الفضية خلال عملية عاصفة الصحراء.